# Aleyrodidae

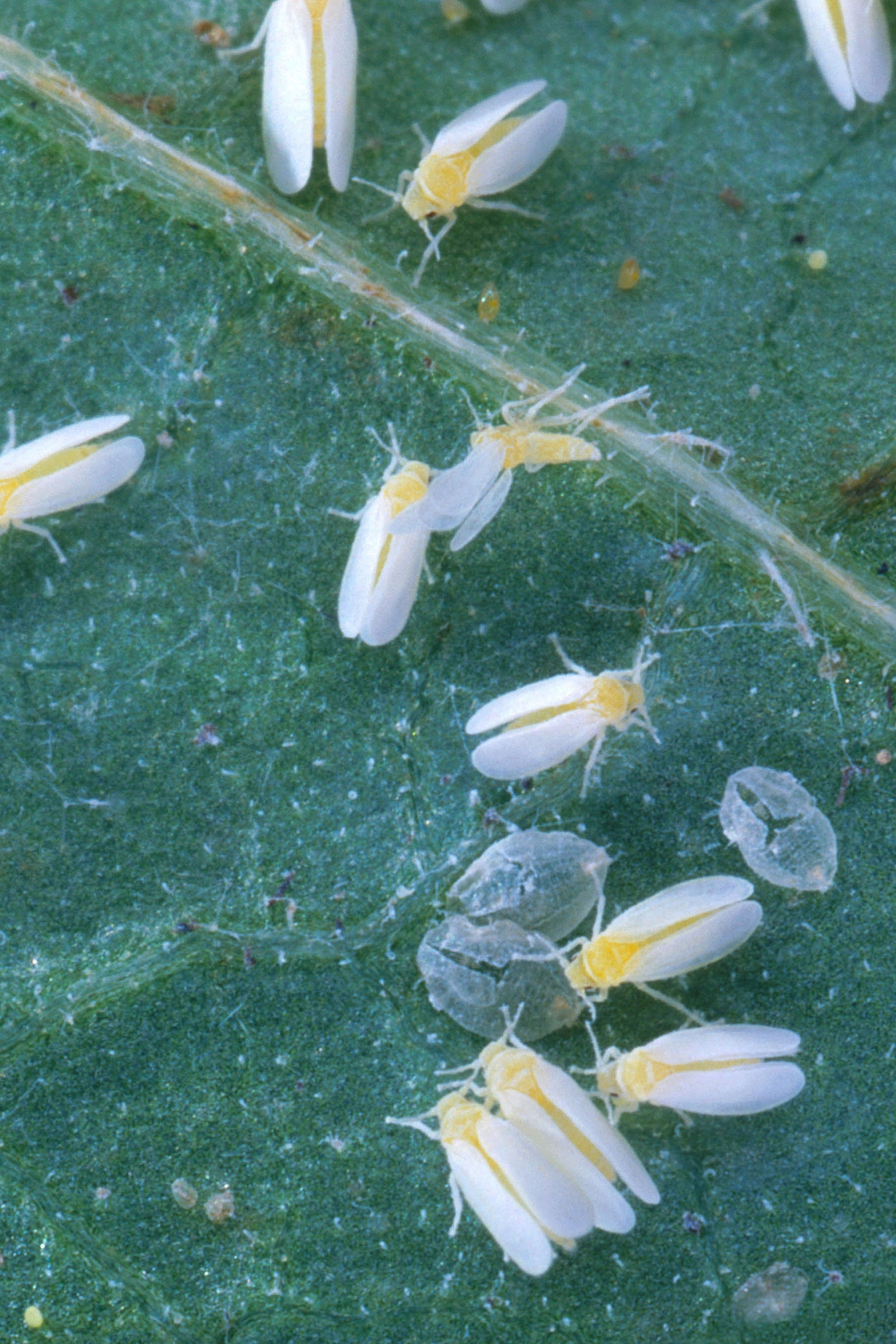
Bemisia argentifolii en una hoja.

Los aleuródidos (Aleyrodidae) son una familia de insectos homópteros conocidos vulgarmente como moscas o mosquitas blancas. Es la única familia de la superfamilia Aleyrodoidea. Causan importantes daños en plantas cultivadas, motivo por el que son consideradas plagas para la agricultura.

## Introducción
Se reconocen 1.556 especies de mosquita blanca, la mayoría se alimentan de diversas especies de plantas, normalmente siendo específicas para las plantas que atacan. Solo unas cuantas especies son plagas de cultivos importantes. Entre ellas se encuentran:
- Mosquita blanca del camote - Bemisia tabaci (Gennadius)
- Mosquita blanca de los invernaderos - Trialeurodes vaporariorum Westwood, peste mayor en muchos frutales, vegetales y plantas de ornamentación común en invernaderos.
- Mosquita blanca algodonosa (MBA) - Aleurothrixus floccosus (Maskell)
- Mosquita blanca de la hoja plateada - Bemisia argentifolii Bellows & Perring, peste de muchos cultivos industriales.
- Mosquita blanca del repollo Aleyrodes proletella, peste generalista de Brassicaceae.
- Mosca negra de los cítricos Aleurocanthus woglumi, potencial plaga de los cítricos.

Estas especies atacan una gran variedad de plantas ornamentales, silvestres y cultivos. La Bemisia argentifolii ataca a más de 500 especies de plantas. El complejo de la mosca blanca se ha transformado a partir de 1990 en una plaga de importancia mundial.

## Adultos
Los adultos de Bemisia argentifolii miden entre 1 y 1,5 mm de longitud, su cuerpo es de color amarillo pálido, poseen dos pares de alas de color blanco, tienen un aparato bucal picador-chupador, que les sirve para succionar la savia de las plantas. El cuerpo está dividido en tres regiones cabeza, tórax y abdomen, y como todos los integrantes de la clase insectos poseen tres pares de patas.

## Huevos
Son depositados en el envés de las hojas, su tamaño es pequeño, y su forma oval o piramidal. Poseen un pedicelo que les sirve para que sean insertados en la hoja. La hembra puede cortar el tejido vegetal con el ovipositor o empujar los huevos en su lugar. El contacto directo con las hojas permite al huevo sobrevivir a la deshidratación y probablemente le proporciona nutrimentos durante su desarrollo. La temperatura influye en la eclosión de los huevos, a temperaturas de 36 °C no hay eclosión 
Bemisia tabaci no oviposita en algodonero en Arizona a temperaturas de 14,9 °C.

## Ninfas
Las ninfas pasan sucesivamente por 4 estadios. El primer estadio es el único capaz de movilizarse, mientras que los otros tres son sésiles. Las ninfas del primer estadio se desplazan por la hoja hasta que eventualmente se fijan en un punto y pasan al segundo estadio. Los instares ninfales son de forma aplanada similar a una escama y se les localiza en el envés de las hojas. Al 4º estadio ninfal generalmente se le llama “pupa”, sin embargo, estos insectos tienen una metamorfosis simple por lo que dicho estadio no corresponde a la pupa que presentan los insectos con metamorfosis completa como los lepidópteros, dípteros o coleópteros.
Del 4º estadio ninfal emerge el adulto a través de una fisura en forma de “T”, ocurriendo la emergencia generalmente por la mañana (Butler et al 1986). Los machos y las hembras a menudo emergen como adultos, próximos unos a otros en la misma hoja. La cópula tiene lugar después de un cortejo algo complejo, el cual dura de 2 a 4 minutos; puede haber una cópula múltiple. La hembra fecundada produce una progenie tanto de machos como de hembras, mientras que las no fecundadas sólo producen hembras.

## Oviposición
Normalmente ovipositan en el envés de las hojas superiores. Huevos agrupados en formas características.

## Longevidad
Las hembras viven en promedio más que los machos y su promedio de vida depende de la temperatura. Se ha reportado que la longevidad de machos puede variar de 6,4 hasta 34 días y en las hembras de 14,5 hasta 55,3 días en temperaturas que varían de 12,7 °C a 26,5 °C (Avidov, 1956, citado por Butler et al 1986). 

## Ciclo de vida
El ciclo de vida de las mosquitas blancas está regulado por las condiciones climáticas del medio. El período de desarrollo no varía considerablemente en temperaturas entre 15 y 25 °C, comparado con los datos observados a temperaturas constantes de 22 °C. La tasa de desarrollo (recíproco del tiempo de desarrollo) es una función lineal de la temperatura dentro de ese rango. Existe variación en los valores de los umbrales inferior y superior y la constante termal, dependiendo del cultivo en que se desarrolla el insecto. Resultados obtenidos en el Colegio de Posgraduados en México indican que las poblaciones de Bemisia tabaci y de Bemisia argentifolii presentaron un umbral inferior de 11,5 y 11,52 °C, respectivamente, en tanto que Trialeurodes vaporariorum, resultó registró un umbral mínimo de 8,63 °C. La constante termal fue de 280 y 370,8 º/día para Bemisia tabaci y Bemisia argentifolii, respectivamente (Ortiz et al 1995). En el caso de Bemisia tabaci bajo condiciones de campo, en el cultivo de algodonero se determinó que el umbral inferior fue de 10 °C y el superior de 32,2 °C, siendo la constante termal de 316 º/día (Zalom et al 1985). En el cultivo de melón se reporta un umbral inferior de 13,2 °C y una constante termal de 250 º/día, en tanto que para algodonero el umbral inferior es de 11,1 °C y la constante termal de 312 º/día (Nava, 1997). Como se observa, los resultados en algodonero son más o menos similares en ambos trabajos por lo que se puede tomar como base el umbral inferior de 10 °C, el superior de 32 °C y la constante termal en 316 º/día, para estudios de desarrollo de este insecto (Zalom et al 1985).

## Agricultura
Algunas especies son serias plagas que causan daños de centenares de millones de dólares al año.
La capacidad de las moscas blancas de ser vectores de enfermedades es el mayor impacto que son capaces de producir en la producción de alimentos a nivel mundial. En los trópicos y subtrópicos se han convertido en uno de los casos que requiere mayor atención en cuanto a su control en los cultivos.
Mientras que muchas especies de moscas blancas causan daño directo a los cultivos por su alimentación, normalmente del envés de la hoja, hay un complejo de especies del género Bemisia que son vectores importantes de infecciones de las plantas.
Bemisia tabaci y B. argentifolii transmiten el "African cassava mosaic virus" ACMV, mosaico dorado del poroto, mosaico del poroto enano, mosaico calico del poroto, curvamiento de hoja amarillo del tomate, moteado del tomate y otros virus del género Begomovirus de la familia Geminiviridae. La expansión a nivel mundial de biotipos como B. tabaci biotipo B conocido como 'B. argentifolii' y un nuevo biotipo Q, continúa causando severos daños a la agricultura, especialmente a los cultivos de tomate, poroto, yuca, algodón, cucurbitáceas, patatas y camote. Esfuerzos de desarrollar un manejo integrado de plagas apuntan a restablecer el equilibrio de predadores, parasitoides y control microbiologico. Nuevas variedades de cultivos también están siendo desarrollados con mayor tolerancia a una plaga de moscas blancas y a los virus de los que pueden ser vectores. 
El principal problema radica en que las moscas blancas y los virus que llevan pueden infectar una alta variedad de plantas, incluyendo cultivos y malezas. Esto complica el control, y la capacidad de detectar los nuevos biotipos de mosca blanca y los Begomovirus que conllevan. Un diagnóstico apropiado requiere de técnicas de biología molecular que pueda detectar y caracterizar al virus. Un equipo multiciplinario de investigadores, agentes de campo y agricultores se necesita para el estudio y control de la plaga utilizando modelos dinámicos.
En 1997 el Begomovirus del curvamiento de hoja amarillo del tomate, "Tomato yellow leaf-curl virus" TYLCV, fue descubierto en Florida, USA. Esta es considerada como la peor de las enfermedades de las que es vector Bemisia argentifolii. También se ha comprobado que esta especie es portadora de otras 60 enfermedades vegetales de tipo viral.
Daños directos por alimentación: Las moscas blancas se alimentan mediante la inserción directa del aparto bucal en el floema de las plantas, para luego bombear la savia e introducir la saliva que es tóxica para la planta; produciéndose una pérdida general de la turgencia de la planta, lo que contrae una pérdida del soporte de la planta. El daño debe cuantificarse a gran escala que es cuando la planta sufre el mayor daño. Como un efecto secundario de esta aglomeración es la acumulación de la secreción azucarada que producen estos hemipteros al igual que los pulgones o áfidos, esta secreción permite la proliferación de diferentes hongos y en el caso del algodón impide su procesamiento.
Las moscas blancas al igual que el resto de los hemípteros poseen una metamorfosis hemimetábola, en el cual los estadios inmaduros al ser individuos móviles llegan a la planta rápidamente. El estadio antes de adulto pasa por cambios similares a los de insectos de metamorfosis compleja y se llama pupa, aunque tal vez posee poco en común con la pupa de los holometábolos completos.

### Control

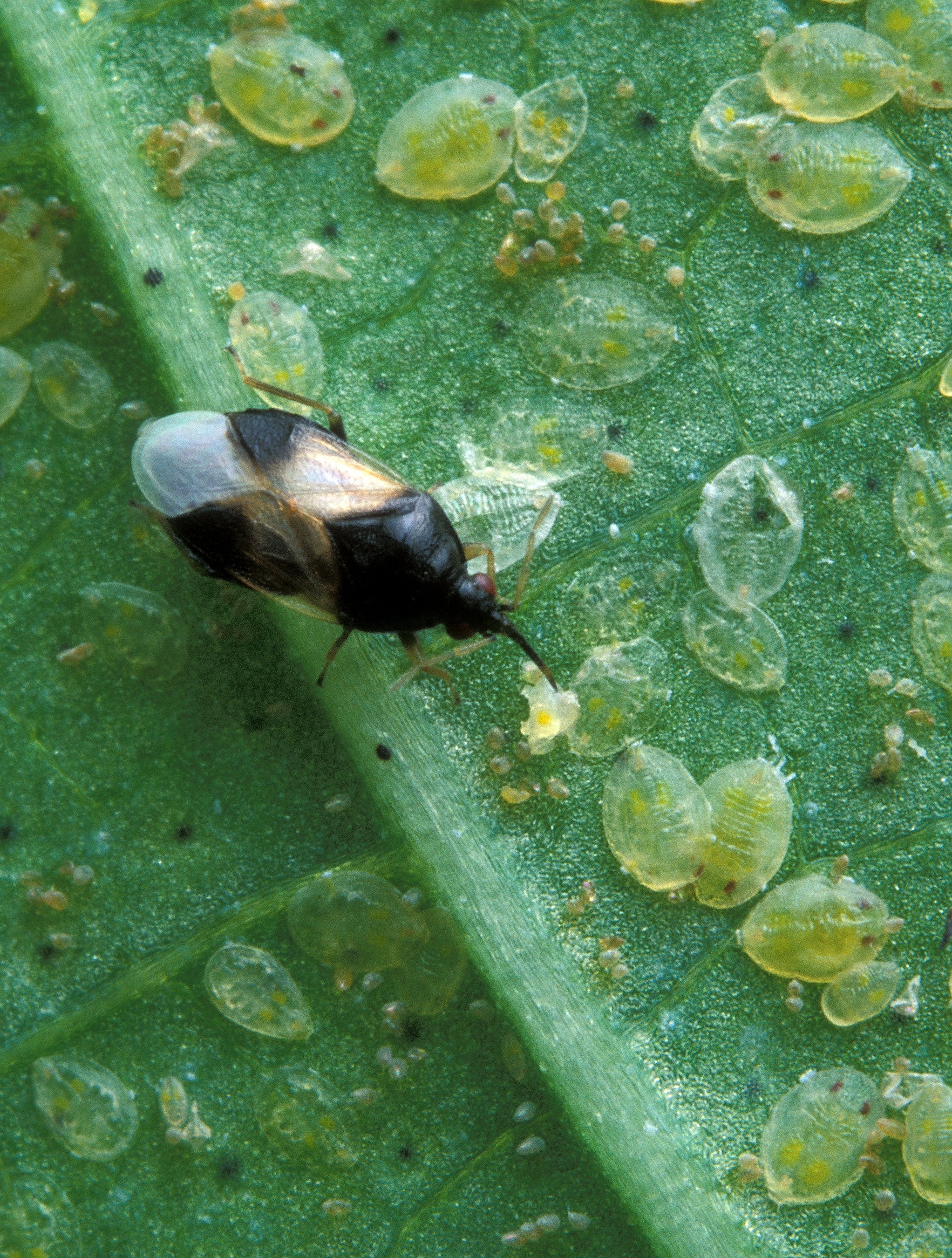
Orius insidiosus alimentándose a partir de estadios inmaduros de Aleyrodoidea.

El control químico de los aleyrodoideos es complejo debido a que rápidamente individuos generan resistencia química. El Departamento de Agricultura de los Estados Unidos (United States Department of Agriculture) recomienda "un programa de control integrado que se enfoque en la prevención y se base en métodos de control biológico y prácticas agrícolas dentro de lo posible"
Mientras que una aplicación de pesticida inicial se puede requerir en casos de infestaciones de gran tamaño, para un control que se mantenga en el tiempo se requiere de un plan que considere la alta capacidad de crear resistencia de las moscas blancas, por lo cual el uso de insecticidas selectivos es recomendado. Información acerca insecticidas se puede encontrar en la Universidad de Florida, Davie. Para un control efectivo se debe cuidar que la selección del insecticida no diezme la población de predadores naturales en gran cantidad. Se recomienda que si se van a liberar predadores o parasitoides se lave el cultivo previamente para asegurar una inocuidad para estos.
Los pesticidas de preferencia para controlar las moscas blancas son lo neonicotinoides. Los productos que se basan en estos compuestos químicos poseen uno de estos cuatro ingredientes activos:  clotianidina, dinotefuran, imidacloprid y tiametoxam. Los neonicotinoides pueden ser perjudiciales para la salud si son ingeridos. Los neocotinoides son extremadamente tóxicos para las abejas y se cree que es una de las causas que está causando su baja poblacional a nivel mundial. La rotación del ingrediente activo puede prevenir la formación de resistencia en la población de moscas blancas. Clothianidin y Dinotefuran son de la misma familia de compuestos.
Un método de control integral también es recomendado, el cual se basa en la utilización de métodos de control biológico y de métodos de control químico. Un manejo integral también puede ser logrado utilizando agente microbiológicos como Beauveria bassiana efectivo en imagos y adultos y Paecilomyces fumosoroseus. Varias plantas poseen la reputación de repeler o atrapar las moscas blancas. Las del género Calendula poseen documentación al respecto, produciendo bioquímicos capaces de repelerlas[cita requerida]. Los Tropaeolum se cree que poseen efectos similares, mientras que la menta puede servir como repelente o planta trampa. El lavado de los cultivos con detergentes especiales o simplemente agua es de suma importancia para el control biológico, debido a que el polvo sobre las hojas dificulta la actividad de actores biológicos benéficos, haciendo que el tiempo de manipuleo por parte de predadores y parasitoides disminuya considerablemente pudiendo atacar mayor número de individuos en menor tiempo; el lavado también es útil un tiempo previo a la aplicación de químicos para eliminar la tierra. También el uso de surfactante puesto permite una distribución uniforme del producto permitiendo una absorción eficiente en el caso de químicos de translocación y una mayor área de acción en químicos de contacto. También se pueden utilizar trampas de color para detectar la plaga, en el caso de las moscas blancas el papel amarillo de cierta tonalidad específica. Las hojas muertas o infectadas pueden ser quemadas o removidas para evitar una reinfección o expansión de la enfermedad.
Muchos predadores y parasitoides son efectivos en el control de las moscas blancas. Entre estos destacan Chrysopidae, Coccinellidae, Anthocoridae, Geocoris y Nabidae. Las larvas de crisopas poseen un voraz apetito alimentándose tanto de moscas blancas como de otras posibles plagas, tales como Aphididae, Tetranychidae, Pseudococcidae, imagos de Cicadellidae, huevos de Lepidoptera, Coccoidea y trips. Pudiendo en algunos casos predar larvas de Lepidoptera. En los insectarios comerciales se pueden encontrar en la forma de huevos y luego de romper el huevo les toma entre 1 a 3 semanas alcanzar el estadio adulto. Los adultos pueden volar y se alimentan solamente de polen y néctar para alcanzar la madurez reproductiva. El control biológico depende de la aplicación repetida por lo cual es recomendable poseer una fuente de huevos propia y de bajo coste, debido a que estos pueden ser predados por adultos u hormigas y al acabarse el alimento tenderán a movilizarse por lo cual su aplicación reiterada como prevención o control es parte integral del sistema de control biológico.
Las chinitas también son muy buenas predadoras. Las larvas se alimentan de huevos de insectos, pero también de otras larvas de escarabajos, áfidos, Coccoidea y larvas de Lepidoptera. Para la aplicación como método de control biológico se recomienda un método similar al descrito para las crisopas.